# 卑陆
卑陆国，一名毕陆，位于今新疆乌鲁木齐东。国王治所在天山东乾当国，离长安八千六百八十里。二百二十七户，1387口，胜兵422人。西南至西域都护治所乌垒1287里，属官有辅国侯、左右将、左右都尉、左右译长各一人。西边是卑陆后国，国王治所在番渠类谷，离长安八千七百一十里。四百六十二户，1137口，胜兵350人。东与郁立师、北与匈奴、西与劫国、南与车师相接，属官有辅国侯、都尉、译长各一人，将二人。三国以后，成为车师的属地。

## 外部連結
[在维基数据编辑]
 《欽定古今圖書集成·方輿彙編·邊裔典·卑陸部》，出自陈梦雷《古今圖書集成》